# Luboš Běhálek
Luboš Běhálek (* 4. srpna 1945) byl český a československý politik Komunistické strany Československa a poslanec Sněmovny lidu Federálního shromáždění za normalizace.

## Biografie
Po volbách roku 1986 zasedl za KSČ do Sněmovny lidu (volební obvod č. 66 - Teplice-západ, Severočeský kraj). Křeslo nabyl až dodatečně v červnu 1989 po doplňovacích volbách. Jeho volba probíhala poprvé během normalizační éry v systému vícero kandidátů pro jeden volební obvod. Šlo o pokusný model zvolený v souvislosti s politickými reformami za perestrojky po vzoru SSSR. Ve Federálním shromáždění setrval do konce funkčního období, tedy do svobodných voleb roku 1990. Netýkal se ho proces kooptací do Federálního shromáždění po sametové revoluci.
Jistého Luboše Běhálka narozeného 4. srpna 1945 evidovala Státní bezpečnost jako důvěrníka pod krycím jménem LUBOŠ.